# Tu (álbum)
Tu (estilizado como TU) é o quarto álbum de estúdio da cantora e compositora brasileira Tulipa Ruiz, lançado em 10 de novembro de 2017 de forma independente. O álbum foi produzido por Gustavo Ruiz e pelo francês Stéphane San Juan.
A ideia era formatar um "álbum intermediário" apenas com regravações de canções dos discos anteriores no formato "nude" (formato apresentado de forma intimista voz e violão). Mas durante as preparações do disco foi surgindo canções novas como "Game", "Terrorista del Amor".
O álbum foi eleito o 20º melhor disco brasileiro de 2017 pela revista Rolling Stone Brasil.

## Divulgação
Com o lançamento do álbum Tulipa anunciou as primeiras datas para a turnê de divulgação do disco.

### Turnê
| Datas                  | Datas               | Datas          | Datas                          | Datas          |
| Data                   | Cidade              | País           | Local                          |                |
| América do Sul         | América do Sul      | América do Sul | América do Sul                 | América do Sul |
| ---------------------- | ------------------- | -------------- | ------------------------------ | -------------- |
| 21 de novembro de 2017 | Rio de Janeiro      | Brasil         | Theatro Net Rio                |                |
| 9 de dezembro de 2017  | São Paulo           | Brasil         | Sesc Pinheiros                 |                |
| 10 de dezembro de 2017 | São Paulo           | Brasil         | Sesc Pinheiros                 |                |
| 20 de dezembro de 2017 | São Paulo           | Brasil         | Casa do Baixo Augusta          |                |
| 26 de janeiro de 2018  | Salvador            | Brasil         | Teatro Castro Alves            |                |
| 1 de fevereiro de 2018 | Rio de Janeiro      | Brasil         | Circo Voador                   |                |
| 31 de março de 2018    | São Paulo           | Brasil         | Sesc Bom Retiro                |                |
| 1 de abril de 2018     | São Paulo           | Brasil         | Sesc Bom Retiro                |                |
| 20 de abril de 2018    | São Lourenço        | Brasil         | Calçadão Silvério Sanches Neto |                |
| 28 de abril de 2018    | São José dos Campos | Brasil         | Sesc São José dos Campos       |                |
| Europa                 |                     |                |                                |                |
| 11 de maio de 2018     | Milão               | Itália         | BIKO Milano                    |                |
| 12 de maio de 2018     | Bolonha             | Itália         | Bravo Caffè                    |                |
| 13 de maio de 2018     | Florença            | Itália         | Stazione Leopolda              |                |
| 15 de maio de 2018     | Roma                | Itália         | Na Cosetta                     |                |
| América do Sul         |                     |                |                                |                |
| 23 de junho de 2018    | Brasília            | Brasil         | Torre de TV                    |                |
| 1 de julho de 2018     | Fortaleza           | Brasil         | Cineteatro São Luiz            |                |
| 21 de julho de 2018    | Porto Alegre        | Brasil         | Bar Opinião                    |                |
| Europa                 |                     |                |                                |                |
| 27 de julho de 2018    | Sines               | Portugal       | Castelo de Sines               |                |
| América do Sul         |                     |                |                                |                |
| 31 de agosto de 2018   | São Paulo           | Brasil         | Sesc Santo Amaro               |                |
| 1 de setembro de 2018  | São Paulo           | Brasil         | Sesc Santo Amaro               |                |
| Europa                 |                     |                |                                |                |
| 8 de setembro de 2018  | Barcelona           | Espanha        | FNAC Las Arenas                |                |
| 9 de setembro de 2018  | Barcelona           | Espanha        | Poble Espanyol                 |                |
| América do Sul         |                     |                |                                |                |
| 5 de outubro de 2018   | Maceió              | Brasil         | Teatro Gustavo Leite           |                |

## Faixas
| N.º | Título                                      | Compositor(es)                                       | Duração |  |
| 1.  | "Game"                                      | Tulipa Ruiz Gustavo Ruiz                             | 2:14    |  |
| 2.  | "Terrorista del Amor" (com Adan Jodorowsky) | T. Ruiz G. Ruiz Ava Rocha Paola Alfamor Saulo Duarte | 3:12    |  |
| 3.  | "Pedrinho"                                  | T. Ruiz                                              | 3:32    |  |
| 4.  | "Tu"                                        | T. Ruiz G. Ruiz                                      | 1:40    |  |
| 5.  | "Desinibida"                                | T. Ruiz Tomás Cunha Ferreira                         | 3:56    |  |
| 6.  | "Algo Maior"                                | T. Ruiz G. Ruiz Luiz Chagas                          | 4:33    |  |
| 7.  | "Dois Cafés"                                | T. Ruiz G. Ruiz                                      | 3:59    |  |
| 8.  | "Pólen"                                     | T. Ruiz                                              | 2:06    |  |
| 9.  | "Pedra"                                     | Chagas Dirceu Rodrigues                              | 2:22    |  |